# Љесковани
Љесковани (слч. Lieskovany) насељено је мјесто са административним статусом сеоске општине (слч. obec) у округу Спишка Нова Вес, у Кошичком крају, Словачка Република.

## Становништво
| Година:    | 1994. | 2004.    | 2014.    | 2024.    |
| ---------- | ----- | -------- | -------- | -------- |
| Број људи: | 233   | 262      | 326      | 410      |
| Разлика:   |       | +12,44 % | +24,42 % | +25,76 % |

| Година:    | 2023. | 2024.   |
| ---------- | ----- | ------- |
| Број људи: | 388   | 410     |
| Разлика:   |       | +5,67 % |

Према подацима о броју становника из 2011. године насеље је имало 295 становника.